# Liste der Codices Palatini germanici 300–399

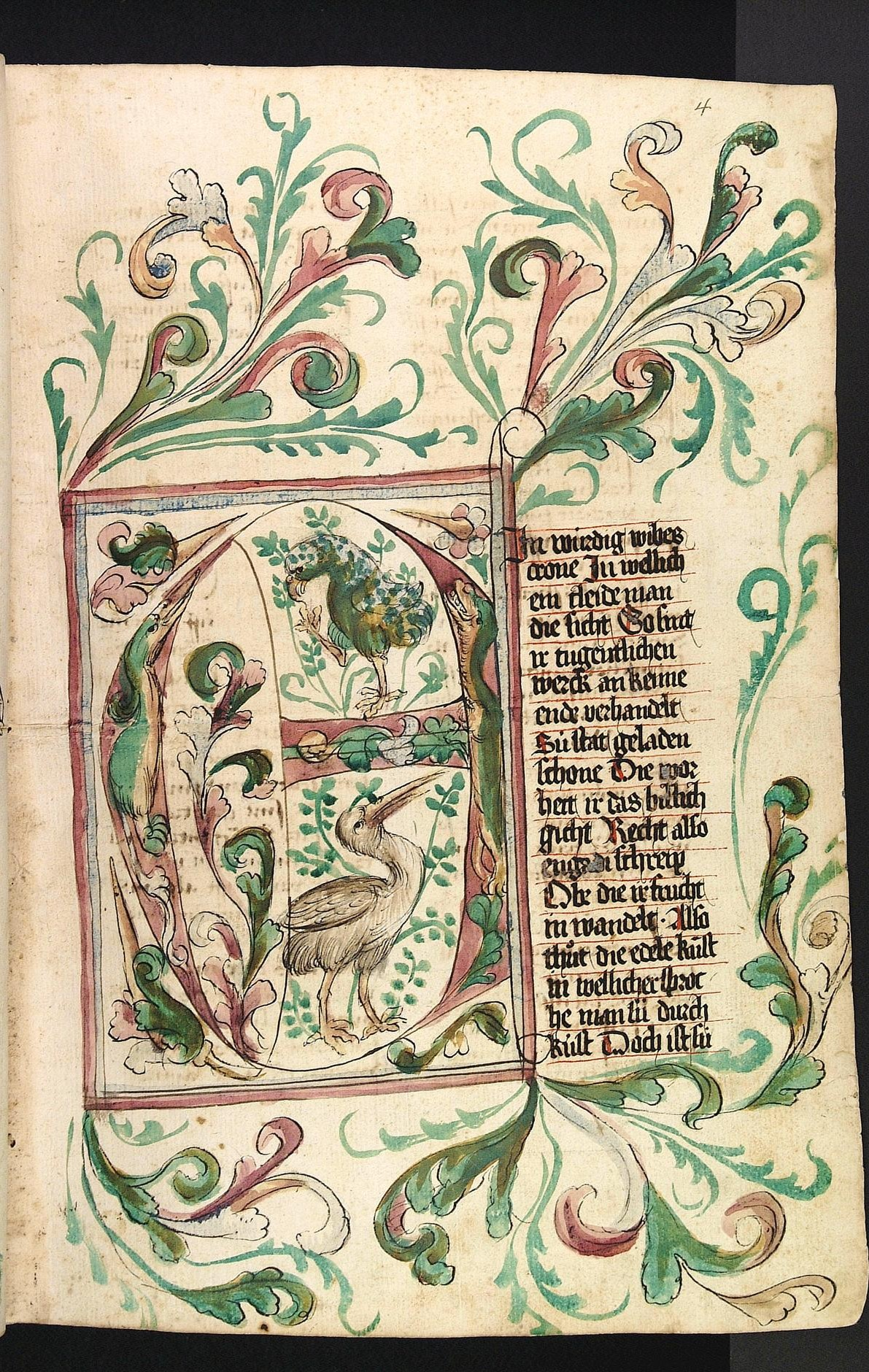
Cod. Pal. germ. 300, Blatt 4r, E-Initiale zum Prolog mit 2 Vögeln

Diese Liste der Codices Palatini germanici gibt einen Überblick über die Handschriften 300–399 der insgesamt 848 Codices Palatini germanici (Cod. Pal. germ.; Cpg), mit Zusammenstellung der wichtigsten äußeren Daten.
Die Codices Palatini germanici sind die deutschsprachigen Handschriften der Bibliotheca Palatina, die nach wechselvoller Geschichte seit 1816 fast vollständig in der Universitätsbibliothek Heidelberg aufbewahrt werden; 1888 kam der letzte noch fehlende Bestandteil hinzu, der Codex Manesse (Cod. Pal. germ. 848).

## Liste der Handschriften Cod. Pal. germ. 300–399
Die Sprache aller Handschriften ist deutsch, es sei denn, es wäre ausdrücklich anders angegeben. Gleiches gilt für Handschriften mit lateinischen Titeln für deutsche Übersetzungen. Alle Codices sind normalerweise Handschriften, sollten es frühe Druckwerke oder Inkunabeln sein, ist dies angegeben.
Die Spalte ganz links verlinkt Wikipedia-Artikel zu den einzelnen Handschriften; die Spalte ganz rechts verlinkt die Startseiten der jeweiligen Digitalisate der Universitätsbibliothek Heidelberg.
| Cpg-Nr.      | Inhalte | Entstehungsort und -zeit | Material | Blattzahl | Maße in cm | UB-Heidelberg                           |
| ------------ | --- | --- | --- | --- | --- | --------------------------------------- |
| Cpg 300      | Konrad von Megenberg: Das Buch der Natur | Hagenau, Werkstatt Diebold Lauber, um 1442–1451 | Papier | 384 Blatt | 39,8 × 28 | Digitalisat                             |
| Cpg 301      | Feuerwerker- und Büchsenmeisterbuch | Bayern, 2. Viertel 16. Jh. | Papier | 88 Blatt | 16,3 × 10,2 | Digitalisat                             |
| Cpg 302      | Hans Kilian: Zeichnungen von Kurfürst Ottheinrichs alchemistischem Laborinventar | Neuburg/Donau, um 1555/1556 | Papier | 25 Blatt | 32,5 × 21,8 | Digitalisat                             |
| Cpg 303      | Aurora Philosophorum (deutsch) | Amberg (?), 1574 | Papier | 50 Blatt | 20,4 × 16,2 | Digitalisat                             |
| Cpg 304      | Historische Notizen aus Augsburg und München, 1296–1545 (Drucke: Blätter 2–47; Handschriften: Blätter 1 und 48–195)                                                                                          | Augsburg, 1538–1545 | Papier | 155 Blatt (an Drucken) | 20 × 14,4 | Digitalisat                             |
| Cpg 305      | Nicolaes van Kinschot: Oratio panegyrica (Lobrede auf Moritz von Oranien, deutsch: Christoph Sturm von Werden); Wernher von Saulheim: Bericht über die Stiftung des Klosters Klarenthal                      | Heidelberg, 1601 | Papier | 116 Blatt | 26,5 × 18,9 | Digitalisat                             |
| Cpg 306      | Gegen Soldbetrug im Landsknechtheer | Bayern (?), um 1565 | Papier | 96 Blatt | 32,2 × 22,3 | Digitalisat                             |
| Cpg 307      | Lorenz Meder: Handelsbuch; anonyme Handelsbücher | Augsburg (?), um 1560 | Papier | 248 Blatt | 31,2 × 21,7 | Digitalisat                             |
| Cpg 308      | Inventar des irdenen Apothekengeschirrs Pfalzgräfin Elisabeths von Pfalz-Lautern | Kaiserslautern (?) / Heidelberg (?), 1576–1580 | Papier | 51 Blatt | 20,2 × 15,7 | Digitalisat                             |
| Cpg 309      | Inventar des Silbergeschirrs und der Rosenkränze Pfalzgräfin Elisabeths von Pfalz-Lautern | Kaiserslautern (?) / Heidelberg (?), 1576–1580 | Papier | 54 Blatt | 20,2 × 15,5 | Digitalisat                             |
| Cpg 310      | Joachim Strupp von Gelnhausen (Kompilator): Hofschulbuch für Kurprinz Friedrich IV. und Prinzessin Christina/e von der Pfalz                                                                                 | Heidelberg, 1583 | Papier | 431 Blatt | 31,3 × 19,9 | Digitalisat                             |
| Cpg 311      | Konrad von Megenberg: Das Buch der Natur; Johannes Hartlieb: Kräuterbuch | Kurpfalz (Heidelberg?), um 1455/1460 | Papier | 374 Blatt | 28,6 × 21,2 | Digitalisat                             |
| Cpg 312      | Michel Beheim: Lieder | Wien / Heidelberg (?), 1457–1465 | Papier | 332 Blatt | 27,3 × 21,4 | Digitalisat                             |
| Cpg 313      | 56 Minnereden | Oberrheingebiet, 1478 | Papier | 502 Blatt | 27,2 × 19,4 | Digitalisat                             |
| Cpg 314      | Ulrich Boner: Der Edelstein; Freidank: Sprüche; Cato: Disticha (deutsch); Dietrichs Flucht; Die Rabenschlacht u. a.                                                                                          | Augsburg, 1443–1449 | Papier | 249 Blatt | 28,5 × 21 | Digitalisat                             |
| Cpg 315      | Malagis (deutsch; Abschrift von Cod. Pal. germ. 340) | Westschwaben, um 1480 | Papier | 354 Blatt | 27,5 × 19,9 | Digitalisat                             |
| Cpg 316      | Hartmann von Aue: Iwein (c) | Amberg, 1477 | Papier | 120 Blatt | 30 × 20,5 | Digitalisat                             |
| olim Cpg 317 | Minneliedstrophen; Klaus Wisse/Philipp Colin: Nuwer Parzival (sogenannter Rappoltsteiner Parzival); Wolfram von Eschenbach: Parzival                                                                         | Oberrheingebiet (Elsass?), 2. Viertel 14. Jh. | Pergament | 181 | 39 × 27,5 | Beschreibung                            |
| Cpg 318      | Neuburger Kapellinventar | Neuburg/Donau / Heidelberg, 1544/1547 | Papier | 154 Blatt | 32,6 × 22,5 | Digitalisat                             |
| Cpg 319      | Peter Harer: Gedicht über den Krieg Philipps von Hessen und Johanns von Sachsen gegen die Bistümer Mainz, Würzburg und Bamberg                                                                               | Heidelberg, 1529 | Papier | 96 Blatt | 29,9 × 21,3 | Digitalisat                             |
| Cpg 320      | Thomasin von Zerklære: Welscher Gast (a) | Schwaben, um 1460–1470 | Papier | 107 Blatt | 39,3 × 28,4 | Digitalisat                             |
| Cpg 321      | Christherre-Chronik; Rudolf von Ems: Weltchronik; Thomas Prischuch: Des Consili Grundvest (Gedicht auf das Konzil von Konstanz); Jans Enikel: Weltchronik                                                    | Augsburg, um 1410/um 1418 | Papier | 330 Blatt | 28 × 20,3 | Digitalisat                             |
| Cpg 322      | Otto von Passau: Die 24 Alten | Oberrheingebiet (Basel?), 1457 | Papier | 367 Blatt | 26,9 × 19 | Digitalisat                             |
| Cpg 323      | Rudolf von Ems: Willehalm von Orlens | Straßburg, Werkstatt von 1418, um 1420 | Papier | 291 Blatt | 25,9 × 20 | Digitalisat                             |
| Cpg 324      | Virginal | Hagenau, Werkstatt Diebold Lauber, um 1444–1448 | Papier | 360 Blatt | 26,7 × 21,9 | Digitalisat                             |
| Cpg 325      | Lienhart Flexel: Reimspruch auf das Armbrustschießen in Stuttgart 1560 | Augsburg, um 1560 | Papier | 52 Blatt | 31,4 × 21 | Digitalisat                             |
| Cpg 326      | Des Minners Klage; Hadamar von Laber: Die Jagd; Der Minnenden Zwist und Versöhnung | Mittelbayern (?), 1479 (?) | Papier | 66 Blatt | 32,5 × 22,5 | Digitalisat                             |
| Cpg 327      | Rudolf von Ems: Weltchronik | südlicher Bodenseeraum (?), Ende 13. Jh. | Pergament | 215 Blatt | 32,9 × 22,8 | Digitalisat                             |
| Cpg 328      | Jakob Ayrer: Versifizierung des deutschen Psalters (nach der lutherschen Übersetzung) | Bamberg (?), 1574 | Papier | 144 Blatt | 31 × 21 | Digitalisat                             |
| Cpg 329      | Hugo von Montfort: Reden, Lieder und Briefe | Steiermark, 1414/1415 | Pergament | 55 Blatt | 31,3 × 22,5 | Digitalisat                             |
| Cpg 330      | Thomasin von Zerklære: Welscher Gast (b) | Nordbayern (Eichstätt?), um 1420 | Papier | 108 Blatt | 31 × 22 | Digitalisat                             |
| Cpg 331      | Historische Sammelhandschrift | Augsburg / Dresden / Heidelberg, um 1550 – um 1595 | Papier | 246 Blatt | 31,6 × 19,5–22,5 | Digitalisat                             |
| Cpg 332      | Der Stricker: Karl der Große | Süddeutschland, um 1460 | Papier | 186 Blatt | 26,9 × 20,2 | Digitalisat                             |
| Cpg 333      | Ulrich von Etzenbach: Alexander; Alexander-Anhang | Gundelsheim? (Burg Horneck), 1. Hälfte 14. Jh. | Papier | 161 Blatt | 27,7 × 20,5 | Digitalisat                             |
| Cpg 334      | Michael Beheim: Lieder | Wien, 1457–1458 (Nachträge bis um 1466) | Papier | 473 Blatt | 28,6 × 21,2 | Digitalisat                             |
| Cpg 335      | Michael Beheim: Pfälzische Reimchronik | Heidelberg, 1471/1474 | Papier | 197 Blatt | 30,5 × 21,2 | Digitalisat                             |
| Cpg 336      | Jans Enikel: Weltchronik | Passau (?), um 1420 | Papier | 310 Blatt | 30,5 × 21,4 | Digitalisat                             |
| Cpg 337      | Peter Harer: Gedicht über die Hochzeit Pfalzgraf Friedrichs II. von der Pfalz mit Dorothea von Dänemark | Heidelberg, 1536 | Papier | 106 Blatt | 29,3 × 20,9 | Digitalisat                             |
| Cpg 338      | Thomasin von Zerklære: Welscher Gast (c) | Straßburg (?), um 1420 | Papier | 286 Blatt | 29,1 × 21 | Digitalisat                             |
| Cpg 339      | Wolfram von Eschenbach: Parzival (2 Bände) | Hagenau, Werkstatt Diebold Lauber, um 1443–1446 | Papier | Band 1: 284 Blatt; Band 2: 334 Blatt | 28,2 × 20,5 | Digitalisat-1; Digitalisat-2            |
| Cpg 340      | Malagis; Reinolt von Montelban | Heidelberg (?), um 1465 | Papier | 556 Blatt | 27,2 × 19,8 | Digitalisat                             |
| Cpg 341      | Sammelhandschrift mit Reimpaardichtungen | Raum Nordwestböhmen / Oberfranken / südliches Vogtland, 1. Viertel 14. Jh. | Pergament | 374 Blatt | 30,6 × 22,2 | Digitalisat                             |
| Cpg 342      | Buch der Märtyrer; Heinrich von Hesler: Evangelium Nicodemi | Südostpfalz, um 1440 | Papier | 130 Blatt | 27 × 19,2 | Digitalisat                             |
| Cpg 343      | Sammlung geistlicher und weltlicher Lieder | Heidelberg (?), nach 1547 | Papier | 181 Blatt | 29,6 × 18,5 | Digitalisat                             |
| Cpg 344      | Der elende Knabe: Der Minne Gericht, Minne und Pfennig, Der Minne Freud und Leid, Der Traum im Garten (Minnereden)                                                                                           | mittlerer Neckarraum (?), 1459 | Papier | 65 Blatt | 30,7 × 20,5 | Digitalisat                             |
| Cpg 345      | Lohengrin; Friedrich von Schwaben | Stuttgart (?), Werkstatt des Ludwig Henfflin, um 1470 | Papier | 388 Blatt | 29,2 × 20,2 | Digitalisat                             |
| Cpg 346      | Eilhart von Oberg: Tristrant | (Ober?)Schwaben, um 1465 | Papier | 183 Blatt | 30,4 × 21 | Digitalisat                             |
| Cpg 347      | Seifrit: Alexander | Süddeutschland, um 1460 | Papier | 160 Blatt | 30,7 × 21,2 | Digitalisat                             |
| Cpg 348      | Minnegespräch | Bayern, 1. Viertel 15. Jh. | Papier | 43 Blatt | 20,5 × 13,8 | Digitalisat                             |
| Cpg 349      | Freidank: Sprüche (Fortsetzung von Cpg 360); Heidelberger Liederhandschrift h | Rheinfranken (nördl. Oberrheingebiet), 4. Viertel 13. Jh. | Pergament | 20 Blatt | 23,1 × 14,8 | Digitalisat                             |
| Cpg 350      | Heidelberger Liederhandschriften Dd, Hh und R | Dd: Rheinpfalz (Mainz?), um 1300; Hh: Südhessen (Mainz?), 2. Viertel 14. Jh.; R: Nordbayern, 2. Viertel 14. Jh.                                                                                              | Pergament | 69 Blatt | 24 × 15,2 | Digitalisat                             |
| Cpg 351      | Michael Beheim: Lieder | München (?) / Augsburg (?) / Nördlingen (?), zwischen 1466 und 1468 | Papier | 243 Blatt | 19,8 × 14,7 | Digitalisat                             |
| Cpg 352      | Passional | Mittelrhein (Moselfranken), um 1300 | Pergament | 275 Blatt | 20,1 × 14,1 | Digitalisat                             |
| Cpg 353      | Die Heidin | Stuttgart (?), Werkstatt des Ludwig Henfflin, um 1470 | Papier | 70 Blatt | 20,2 × 14,5 | Digitalisat (rekonstruierte Blattfolge) |
| Cpg 354      | (1.) Alain Chartier: Le livre des quatre dames (französisch); (2.) Briefgedicht (französisch); Brief (lateinisch); (3.) Jean Chapuis (?): Les sept articles de la foi (französisch)                          | (1.) Frankreich (?), um 1460; (2.) Frankreich (?), um 1445 (3.) Frankreich (?), um 1450 | Papier | 61 Blatt | 20,1 × 13,5 | Digitalisat                             |
| Cpg 355      | Peter Suchenwirt: Lehren des Aristoteles; Mönch von Salzburg (geistliche Texte); Hans Zukunft: Das goldene Jahr; Minnereden u. a.                                                                            | Schwaben, um 1450 | Papier | 167 Blatt | 19,8 × 14,6 | Digitalisat                             |
| Cpg 356      | Konrad von Würzburg: Die goldene Schmiede; Passional (Auszug Marienlob); Konrad Harder: Frauenkrantz; u. a.                                                                                                  | Oberrhein (?) / Rheinpfalz (?), um 1460 | Papier | 135 Blatt | 20,7 × 14–14,7 | Digitalisat                             |
| Cpg 357      | Kleine Heidelberger Liederhandschrift A und Anhang a | Elsaß (Straßburg?), 1270–1280 (Nachträge bis 3. Viertel 14. Jh.) | Pergament | 45 Blatt | 18,7 × 13,4 | Digitalisat                             |
| Cpg 358      | Zwölf Minnereden (Meister Altswert u. a.) | Oberrheingebiet, vor 1410 | Papier | 152 Blatt | 20,5 × 14,7 | Digitalisat                             |
| Cpg 359      | Rosengarten zu Worms; Lucidarius | Straßburg, Werkstatt von 1418, 1420 | Papier | 100 Blatt | 27,2 × 21,5 | Digitalisat                             |
| Cpg 360      | Gottfried von Straßburg: Tristan; Ulrich von Türheim: Tristan-Fortsetzung; Freidank: Sprüche (Fortsetzung in Cod. Pal. germ. 349)                                                                            | Rheinfranken (nördl. Oberrheingebiet), 4. Viertel 13. Jh. | Pergament | 153 Blatt | 23,1 × 15 | Digitalisat                             |
| Cpg 361      | Kaiserchronik (Fassung A) | Hessen (Mainz?), 2. Viertel 13. Jh. | Pergament | 105 Blatt | 23,4 × 16,3 | Digitalisat                             |
| Cpg 362      | Konrad Fleck: Flore und Blanscheflur | Hagenau, Werkstatt Diebold Lauber, um 1442–1444 | Papier | 226 Blatt | 28,2–29,1 × 21 | Digitalisat                             |
| Cpg 363      | Ogier von Dänemark | Heidelberg (?), 1479 | Papier | 405 Blatt | 25,4 × 18,5 | Digitalisat                             |
| Cpg 364      | Wolfram von Eschenbach: Parzival; Lohengrin | Ostfranken (Bamberg?), 2. Viertel 14. Jh. | Pergament | 152 Blatt | 45,4 × 30,3 | Digitalisat                             |
| Cpg 365      | Ortnit; Wolfdietrich | Straßburg, Werkstatt von 1418, um 1420 | Papier | 192 Blatt | 26,8 × 20,5 | Digitalisat                             |
| Cpg 366      | Hugo von Trimberg: Der Renner (mit Von der Jugend und dem Alter); Johannisminne; Neumondkalender 1385–1399 (lateinisch)                                                                                      | Kurpfalz (?), 1378 | Papier | 163 Blatt | 29,8 × 20,6 | Digitalisat                             |
| Cpg 367      | Nicolaus von Jeroschin: Die Kronike von Pruzinlant; Johannes Marienwerder: Septililium venerabilis dominae Dorothae (deutsch, Auszüge); Livländische Reimchronik; Der Sünden Widerstreit u. a.               | Ostpreußen, 1415 und später | Pergament | 287 Blatt | 25,7 × 19,7 | Digitalisat                             |
| Cpg 368      | Herbort von Fritzlar: Liet von Troye; Heinrich von Veldeke: Eneas | Würzburg, 1333 | Pergament | 206 Blatt | 26,4 × 16,8 | Digitalisat                             |
| Cpg 369      | Konrad von Megenberg: Buch der Natur; Älterer deutscher Macer; Ortolf von Baierland: Arzneibuch u. a. | Heidelberg (?) / Mosbach (?), zwischen 1430 und 1444 | Papier | Blattzahl | Maße | Digitalisat                             |
| Cpg 370      | Der Pleier: Tandareis und Flordibel | Bayern/Österreich, 1. Viertel 15. Jh. | Papier | 330 Blatt | 21 × 14,3 | Digitalisat                             |
| Cpg 371      | Ulrich von Zatzikhoven: Lanzelet | Straßburg, Werkstatt von 1418, 1420 | Papier | 182 Blatt | 24,5 × 18,2 | Digitalisat                             |
| Cpg 372      | Wernher der Schweizer: Marienleben; Peter von Arberg: Tagweise; Bibel NT, Prolog zum Johannesevangelium (lateinisch)                                                                                         | Südwestdeutschland, 1382 | Papier | 111 Blatt | 28,9 × 20 | Digitalisat                             |
| Cpg 373      | Ortnit; Wolfdietrich; Schondoch: Die Königin von Frankreich | Oberrheingebiet, um 1420 | Papier | 140 Blatt | 27,2 × 20,3 | Digitalisat                             |
| Cpg 374      | Heinrich von dem Türlin: Diu Crône | Heidelberg (?), 1479 | Papier | 500 Blatt | 26,1 × 19,3 | Digitalisat                             |
| Cpg 375      | Michael Beheim: Von der Liebhabung Gottes | Heidelberg, um 1470 | Papier | 138 Blatt | 20,6 × 15,5 | Digitalisat                             |
| Cpg 376      | Hadamar von Laber: Die Jagd; Das Minneturnier | Oberrheingebiet, um 1480 | Papier | 130 Blatt | 21 × 14,5 | Digitalisat                             |
| Cpg 377      | George Buchanan: Baptistes (deutsch) | Heidelberg, 1585 | Papier | 70 Blatt | 20,2 × 15,8 | Digitalisat                             |
| Cpg 378      | Konrad von Würzburg: Die goldene Schmiede; Passional (Auszug: Marienlob) | Schwaben (Augsburg ?), nach 1460 | Papier | 62 Blatt | 20,2 × 14,5 | Digitalisat                             |
| Cpg 379      | Philips zu Winnenberg und Beichelsteyn: Biblische Liederzyklen u. a. | Alzey (?), 1599 | Papier | 198 Blatt | 19,5 × 15,5 | Digitalisat                             |
| Cpg 380      | Gesangbuch (52 Kirchenlieder) | Südwestdeutschland, um 1585 | Papier | 97 Blatt | 19,8 × 15,4 | Digitalisat                             |
| Cpg 381      | Magdalena Heymair: Liederzyklus über die Apostelgeschichte | Regensburg, 1573 | Papier | 92 Blatt | 20,1 × 15 | Digitalisat                             |
| Cpg 382      | Michael Beheim: Lieder in seiner Verkehrten Weise | Heidelberg (?), um 1470 | Papier | 163 Blatt | 21,9 × 15,5 | Digitalisat                             |
| Cpg 383      | Albrecht: Jüngerer Titurel | Ostfranken (Bamberg?), 2. Viertel 14. Jh. | Pergament | 184 Blatt | 45,6 × 29,9 | Digitalisat                             |
| Cpg 384      | Heinrich der Teichner: Reden; Walther von Griven: Weiberzauber | Oberfranken (?), um 1385 | Papier | 132 Blatt | 20,6 × 14,3 | Digitalisat                             |
| Cpg 385      | Die Minneburg; Bibel AT (Liber Proverbiorum, deutsch) | Südwestdeutschland, um 1480 | Papier | 151 Blatt | 21,4 × 15,2 | Digitalisat                             |
| Cpg 386      | Michael Beheim: Buch von den Wienern | Österreich, um 1465 | Papier | 239 Blatt | 21,2 × 13,8 | Digitalisat                             |
| Cpg 387      | Thomas Naogeorgus: Hamanus (deutsch, Übersetzung von Johannes M. Morsheymer und Johannes Posthius) | Heidelberg (?), zwischen 1559 und 1562 | Papier | 102 Blatt | 21,1 × 16,7 | Digitalisat                             |
| Cpg 388      | Der Stricker: Karl der Große; Reimgebet | Bayern, 4. Viertel 15. Jh. | Papier | 317 Blatt | 20,2 × 15,3 | Digitalisat                             |
| Cpg 389      | Thomasin von Zerklære: Welscher Gast (A) | Bayern (Regensburg?), um 1256 | Pergament | 226 Blatt | 18,1 × 11,5 | Digitalisat                             |
| Cpg 390      | König Rother | Mittelrhein, 1. Viertel 13. Jh. | Pergament | 73 Blatt | 17,1 × 10,7 | Digitalisat                             |
| Cpg 391      | Hartmann von Aue: Iwein (b) | Südwestdeutschland, um 1450 | Papier | 178 Blatt | 19,8 × 13,3 | Digitalisat                             |
| Cpg 392      | Sammlung von Meisterliedern (Meisterliederhandschrift h) | Augsburg, um 1500 | Papier | 141 Blatt | 20 × 15 | Digitalisat                             |
| Cpg 393      | Peter Suchenwirt: Rede vom Jüngsten Gericht; Minnereden; Fröschel von Leidnitz: Die Liebesprobe | Schwaben, um 1455 | Papier | 97 Blatt | 21,4 × 15,2 | Digitalisat                             |
| Cpg 394      | Philipp der Bruder: Marienleben; Der Magezoge | Mittelrhein, Mitte 14. Jh. | Pergament | 309 Blatt | 17 × 12,7 | Digitalisat                             |
| Cpg 395      | Der Stricker: Karl der Große; Konrad von Würzburg: Heinrich von Kempten (Otte mit dem Barte); Ulrich von dem Türlin: Arabel                                                                                  | Südwestdeutschland, 1. Viertel 14. Jh. | Pergament | 182 Blatt | 22 × 16 | Digitalisat                             |
| olim Cpg 396 | Sammelhandschrift (vier Inkunabeln in lateinischer Sprache), die irrtümlich der Bibliotheca Palatina zugeordnet war; kehrte 1816 nicht aus der Vaticana zurück (Signatur dort: BAV Stamp. Pal. IV.1330.1–4). | Sammelhandschrift (vier Inkunabeln in lateinischer Sprache), die irrtümlich der Bibliotheca Palatina zugeordnet war; kehrte 1816 nicht aus der Vaticana zurück (Signatur dort: BAV Stamp. Pal. IV.1330.1–4). | Sammelhandschrift (vier Inkunabeln in lateinischer Sprache), die irrtümlich der Bibliotheca Palatina zugeordnet war; kehrte 1816 nicht aus der Vaticana zurück (Signatur dort: BAV Stamp. Pal. IV.1330.1–4). | Sammelhandschrift (vier Inkunabeln in lateinischer Sprache), die irrtümlich der Bibliotheca Palatina zugeordnet war; kehrte 1816 nicht aus der Vaticana zurück (Signatur dort: BAV Stamp. Pal. IV.1330.1–4). | Sammelhandschrift (vier Inkunabeln in lateinischer Sprache), die irrtümlich der Bibliotheca Palatina zugeordnet war; kehrte 1816 nicht aus der Vaticana zurück (Signatur dort: BAV Stamp. Pal. IV.1330.1–4). | Beschreibung                            |
| Cpg 397      | Hartmann von Aue: Iwein (A) | Mittelrhein, 2. Drittel 13. Jh. | Pergament | 90 Blatt | 20,3 × 12 | Digitalisat                             |
| Cpg 398      | Konrad von Ammenhausen: Schachzabelbuch (gereimte Übertragung des Schachbuchs von Jacobus de Cessolis) | Schlettstadt, 1365 | Papier | 139 Blatt | 28,5 × 20,5 | Digitalisat                             |
| Cpg 399      | Reinolt von Montelban | Westschwaben, 1480 | Papier | 238 Blatt | 28,9 × 20,3 | Digitalisat                             |